# Notoxus suturalifer
Notoxus suturalifer là một loài bọ cánh cứng trong họ Anthicidae. Loài này được Pic miêu tả khoa học năm 1932.